# Jon Sieben
Jonathan Scott (Jon) Sieben (Brisbane, 24 augustus 1966) is een Australisch zwemmer.

## Biografie
Tijdens de Olympische Zomerspelen van 1984 won Sieben de gouden medaille op de 200m vlinderslag en de bronzen medaille op de 4×100m wisselslag.

## Internationale toernooien
| Jaar | Olympische Spelen                         | Pan-Pacifische kampioenschappen                            | Gemenebestspelen                     |
| ---- | ----------------------------------------- | ---------------------------------------------------------- | ------------------------------------ |
| 1982 |                                           |                                                            | 200m vlinderslag · 4×100m wisselslag |
| 1983 |                                           |                                                            |                                      |
| 1984 | 200m vlinderslag · 4×100m wisselslag      |                                                            |                                      |
| 1985 |                                           | 100m vlinderslag · 5e 200m vlinderslag · 4×100m wisselslag |                                      |
| 1986 |                                           |                                                            |                                      |
| 1987 |                                           |                                                            |                                      |
| 1988 | 4e 100m vlinderslag 6e 4×100m wisselslag  |                                                            |                                      |
| 1989 |                                           |                                                            |                                      |
| 1990 |                                           |                                                            |                                      |
| 1991 |                                           | 6e 100m vlinderslag 13e 200m vlinderslag                   |                                      |
| 1992 | 10e 100m vlinderslag 7e 4×100m wisselslag |                                                            |                                      |

1956: Bill Yorzyk ·
1960: Mike Troy ·
1964: Kevin Berry ·
1968: Carl Robie ·
1972: Mark Spitz ·
1976: Mike Bruner ·
1980: Sergej Fesenko ·
1984: Jon Sieben ·
1988: Michael Groß ·
1992: Melvin Stewart ·
1996: Denis Pankratov ·
2000: Tom Malchow ·
2004: Michael Phelps ·
2008: Michael Phelps ·
2012: Chad le Clos ·
2016: Michael Phelps ·
2020: Kristóf Milák ·
2024: Léon Marchand